# Patricia Hitchcock
Patricia Pat Hitchcock O'Connell (Londres, Inglaterra; 7 de julio de 1928-Thousand Oaks, California; 9 de agosto de 2021) fue una actriz y productora cinematográfica británica. Fue la única hija del director Alfred Hitchcock y de la montadora Alma Reville.

## Biografía
Actuó en algunas películas de su padre, siempre en pequeños papeles. Su personaje más famoso fue el de Caroline, la compañera de trabajo de Marion Crane (Janet Leigh) protagonista de una de las obras cumbre de su padre, Psicosis. También hizo papeles en Extraños en un tren, Stage Fright, varias series de televisión (siempre papeles menores) incluyendo la de su padre: Alfred Hitchcock presenta, en un total de 10 capítulos. 
También participó en las películas The Mudlark, Los diez mandamientos y Skateboard, además de en las series de TV Suspense, Front Row Center, Screen Directors Playhouse, Manitee Theatre, The Life of Riley, Playhouse 90 y Suspicion, y en los telefilms Ladies of the Corridor y Six Characters in Search of an Author, entre 1950 y 1976.

## Vida privada
Conoció a Joseph O'Connell, su marido, en marzo de 1950, cuando sus padres estaban en un crucero en Italia. Se casaron en 1952 y tuvieron tres hijos: Mary Stone (1953), Tere Carrubba (1954) y Katie Fiala (1959), la época en la que su padre rodó sus mayores éxitos. Joseph falleció en 1994.

## Filmografía
Estas son algunos de los papeles más importantes de Patricia Hitchcock (no son todos)
| Año  | Película                  | Papel            | Notas         |
| ---- | ------------------------- | ---------------- | ------------- |
| 1950 | Stage Fright              | Chubby Banister  |               |
| 1950 | The Mudlark               | Sirvienta        | No acreditada |
| 1951 | Extraños en un tren       | Barbara Morton   |               |
| 1955 | Alfred Hitchcock presenta | Diana Winthrop   |               |
| 1956 | The Ten Commandments      | Dama de la corte | No acreditada |
| 1956 | Alfred Hitchcock presenta | Margaret         |               |
| 1956 | Alfred Hitchcock presenta | Ellie Marsh      |               |
| 1957 | Alfred Hitchcock presenta | Polly Stephens   |               |
| 1957 | Alfred Hitchcock presenta | Vendedora        |               |
| 1957 | Alfred Hitchcock presenta | Nancy Mason      |               |
| 1958 | Alfred Hitchcock presenta | Aileen           |               |
| 1959 | Alfred Hitchcock presenta | Pat              |               |
| 1960 | Alfred Hitchcock presenta | Dorothy          |               |
| 1960 | Alfred Hitchcock presenta | Rose             |               |
| 1960 | Psicosis                  | Caroline         |               |
| 1978 | Skateboard                | Mrs. Harris      |               |